# Málta az olimpiai játékokon

1928-1936

1948-1960

Málta 1928-ban szerepelt először az olimpiai játékokon, és azóta még nem értek el dobogós helyezést. A téli olimpiai játékokon először 2014-ben vettek részt.
A Máltai Olimpiai Bizottság 1928-ban alakult meg, a NOB 1936-ban vette fel tagjai közé, a bizottság jelenlegi elnöke Lino Farrugia Sacco.